# Districte de Thionville-Est
El districte de Thionville-Est (francès Arrondissement de Thionville-Est) és una antiga divisió administrativa del departament de Mosel·la, a la regió de Lorena. Va existir de 1901 a 2014.
Comptava amb 6 cantons i 75 municipis. El cap del districte era la sotsprefectura de Thionville.

## Cantons
- cantó de Cattenom
- cantó de Metzervisse
- cantó de Sierck-les-Bains
- cantó de Thionville-Est
- cantó de Thionville-Oest
- cantó de Yutz